# Майский (Узловский район)
Майский — посёлок в Узловском районе Тульской области России.
В рамках административно-территориального устройства является центром Майской сельской администрации Узловского района, в рамках организации местного самоуправления входит в Каменецкое сельское поселение.

## География
Расположен в 4 км к востоку от железнодорожной станции Узловая I (города Узловая). Платформа Руднево.

## История
С 1963 по 2005 год Майский имел статус посёлка городского типа (рабочего посёлка).
По данным «Большой советской энциклопедии» в посёлке велась добыча угля.
В 2021 году футбольный клуб «Майский» выступал в третьем дивизионе (СФФ «Центр»).

## Население
| 1970 | 1979  | 1989  | 2002  | 2010  |
| ---- | ----- | ----- | ----- | ----- |
| 3574 | ↘3194 | ↘2557 | ↘2115 | ↗2289 |

Население — 2289 чел. (2010).